# Mînkivți, Dubno
Mînkivți (în ucraineană Миньківці) este un sat în comuna Bereh din raionul Dubno, regiunea Rivne, Ucraina.

## Demografie
Componența lingvistică a localității Mînkivți
     Ucraineană (97,56%)
     Rusă (2,44%)
Conform recensământului din 2001, majoritatea populației localității Mînkivți era vorbitoare de ucraineană (97,56%), existând în minoritate și vorbitori de rusă (2,44%).